# Philippe Tarral
Philippe Tarral (* 28. August 1962) ist ein französischer Comiczeichner.

## Werdegang
Philippe Tarral konnte sein erstes Album bei Le Lombard veröffentlichen. Mehrmals arbeitete er mit Texter Frank Giroud zusammen und setzte die von Patrick Cothias geschriebene Mittelalterserie Die heldenhaften Reiter fort.

## Werke
- 1991: Le crépuscule des braves
- 1993: Die heldenhaften Reiter
- 2006: Casse-Pierre